# Narrabeen
Narrabeen é um subúrbio à beira-mar no norte de Sydney, no estado da Nova Gales do Sul, na Austrália, situado a 23 quilômetros a nordeste do distrito empresarial central de Sydney, na área do governo local do Conselho de Northern Beaches. Narrabeen faz parte da região Northern Beaches. Em 2011, sua população era de 7 474 habitantes.